# Дьорд де Хевеши
Дьорд де Хевеши (известен и като Георг Чарлз де Хевеши или Георг Карл фон Хевеши; на унгарски: Hevesy György; на немски: Georg Karl von Hevesy) е унгарски радиохимик и лауреат на Нобелова награда за химия от 1943 г. за ключовата му роля в разработването на радиофармацевтиците. Той също открива химичния елемент хафний заедно с нидерландеца Дирк Костер.

## Биография

### Ранни години
Хевеши е роден в Будапеща, Австро-Унгария в заможно и благородно семейство на унгарски евреи. Той е пето от общо осем деца, чиито родители са Лайос Бишиц и Евгения Шосбергер. Прародителите от двете страни на семейството са излъчили председателите на еврейската общност в Пеща. Родителите му приемат римокатолицизма. Израства в Будапеща и завършва средно училище през 1903 г. Фамилното му име към 1904 г. е Хевеши-Бишиц.
Хевеши започва да изучава химия в Будапещенския университет за една година и в Техническия университет в Берлин за няколко месеца, преди да се премести във Фрайбургския университет. Там той се запознава с Лудвиг Гатерман. През 1906 г. записва докторантура под егидата на Георг Франц Юлиус Майер, а през 1908 г. получава докторска степен по физика. Същата година Хевеши получава предложение за работа в Швейцарското висше техническо училище в Цюрих. Все пак той е достатъчно богат, за да си позволи свободно да избира научната си среда. Впоследствие той започва да работи с Фриц Хабер в Карлсруе, а след това и с Ърнест Ръдърфорд в Манчестър, където се запознава и с Нилс Бор. Завърнал се обратно в Будапеща, той е назначен за професор по физикохимия през 1928 г. През 1920 г. се установява в Копенхаген.

### Научна дейност
През 1922 г. Хевеши и Дирк Костер заедно откриват химичния елемент хафний (72Hf), който е наречен по латинското име на Копенхаген. Периодичната система на Менделеев от 1869 г. подрежда химичните елементи в логична система, но в нея липсва елементът с номер 72. Хевеши започва да търси този елемент на базата на атомния модел на Нилс Бор. Минералогичният музей на Норвегия и Гренландия в Копенхаген предоставя материал за изследванията. Характерните рентгенови записи на образците показват наличието на нов елемент. По-късно, през 1943 г., това откритие носи на Хевеши Нобелова награда за химия.
Годината се оказва много продуктивна за Хевеши, след като получава финансовата подкрепа на Рокфелеровата фондация. Той разработва рентгенофлуоресцентния анализ и открива алфа лъчението на самария. Започва да използва радиоактивни изотопи при изучаването на метаболитните процеси на растенията и животните, като следи химикалите в тялото, замествайки стабилните изотопи с малки количества радиоактивни изотопи. През 1923 г. Хевеши документира първия труд върху употребата на естествено радиоактивното олово 212Pb като радиофармацевтик за проследяване на абсорбирането и транспортирането в корените, стеблото и листата на баклата.
През 1924 г. Хевеши се завръща във Фрайбург, където служи като професор по физикохимия, а през 1930 г. заминава за университета „Корнел“ в САЩ, където е лектор. Четири години по-късно продължава с работата си в института „Нилс Бор“, където остава до 1952 г. През 1943 г. се премества в Стокхолм, където става сътрудник на Института за изследвания по органичната химия. През 1949 г. е избран за професор в Гентския университет. След пенсионирането си остава активен научен сътрудник на Стокхолмския университет.

## Втора световна война
Когато нацистка Германия окупира Дания в хода на Втората световна война, Хевеши разтваря Нобеловите златни медали на Макс фон Лауе и Джеймс Франк в царска вода. По време на окупацията е незаконно да се изпраща злато извън страната. Ако Лауе и Франк са били постъпили така, те биха били изправени пред немския съд. Хевеши поставя получения разтвор на рафт в лабораторията си в института „Нилс Бор“. След войната той се връща и открива разтвора непокътнат и извлича златото от киселината. Нобеловото общество след това отново излива Нобеловите медали, използвайки първоначалното злато.
Към 1943 г. Копенхаген вече не е безопасно място за еврейските учени и Хевеши избягва в Швеция, където работи в Стокхолмския университет до 1961 г. Там той е приет в департамента по химия от шведския професор и нобелов лауреат Ханс фон Ойлер-Келпин, който се застъпва твърдо за германците във войната. Въпреки това Хевеши и Ойлер-Келпин си сътрудничат в много научни трудове по време на и след войната.
Докато е в Стокхолм, Хевеши получава Нобелова награда за химия. По-късно става член на Британското кралско научно дружество и е награден и с медал Копли, с който той е особено горд. Хевеши заявява: „Обществото смята Нобеловата награда за най-голямото отличие по химия, което даден учен може да получи, но това не е така. Четиридесет или петдесет души са получили Нобелови награди за химия, но само десет члена на Кралското научно дружество плюс още двама (Бор и Хевеши) са получили медал Копли“. През 1942 г. Хевеши е избран за член на Кралската шведска академия на науките.

## Семейство и смърт
Хевеши се жени за Пиа Риис през 1924 г. Двамата имат един син и три дъщери. Хевеши умира през 1966 г. на 80-годишна възраст. Погребан е във Фрайбург. През 2000 г. останките му са преместени в гробище Керепеши в Будапеща. Той оставя след себе си 397 научни документа. По молба на семейството му, прахът му е погребан в родното му място в Будапеща на 19 април 2001 г. През 2009 г. Международният астрономически съюз кръщава кратер близо до северния полюс на Луната в чест на Хевеши.